# Walter Huffman
Walter Burl Huffman  (8. listopada 1944.) umirovljeni je američki general bojnik, dekan emeritus, i profesor prava na sveučilištu Texas Tech.  Član je pravne komisije američkog ministarstva obrane.
Nositelj je brojnih odlikovanja.
Bavio se pravnim pitanjima u vojnim akcijama američke vojske od 2003. u Iraku.

## Profesionalna karijera
Vojničko iskustvo stekao je tijekom rata u Vijetnamu. Bio je zapovjednik 7. korpusa američke vojske tijekom operacije Pustinjska oluja u Kuvajtu.
Kao vojni odvjetnik bavio se je slučajevima američke vojske.

## Kritika prvostupanjske presude ICTY generalu Anti Gotovini
Huffman je pročitavši prvostupanjsku presudu ICTY primijetio da nema utemeljenih razloga Antu Gotovinu osuđivati za prekomjerno granatiranje Knina i smatra da bi presuda bila presedan u međunarodnoj sudskoj praksi.
Smatra da Ante Gotovina nije ništa naredio ili učinio izvan vojnih običaja ili konvencija.

## Vanjske poveznice
- Walter B. Huffman. Texas Tech University. 2002. Pristupljeno 19. svibnja 2010.
- Walter B. Huffman